# Schulpflicht

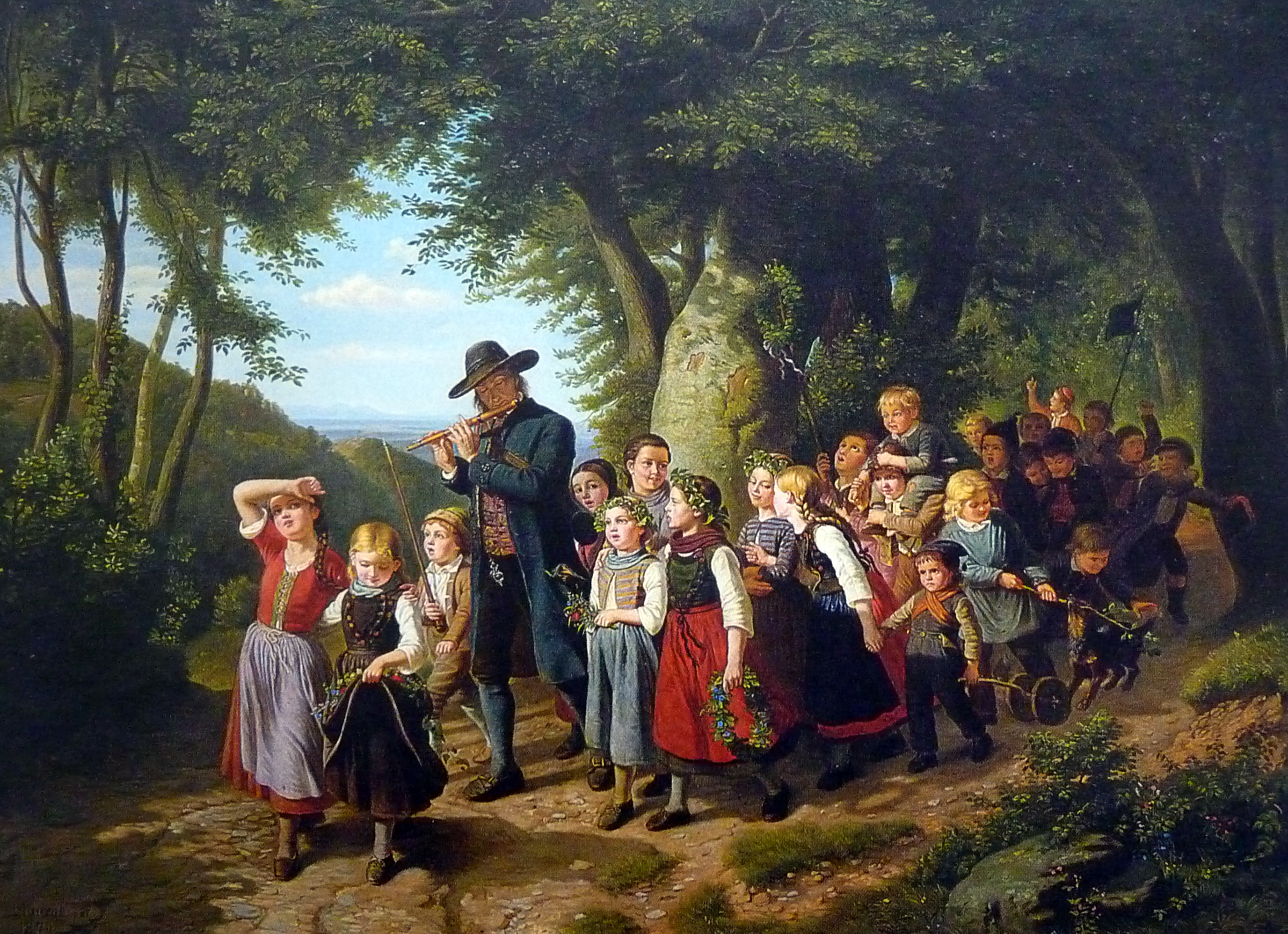
Ausflüge in die nähere Umgebung gehörten bereits im 19. Jahrhundert zum Lehrprogramm der Volksschulen.

Als Schulpflicht bezeichnet man die gesetzliche Verpflichtung für Kinder, ab einem bestimmten Alter, für Jugendliche und Heranwachsende bis zu einem bestimmten Alter, eine Schule zu besuchen. Dies muss im Fall der Minderjährigkeit der Schulpflichtigen durch die Erziehungsberechtigten umgesetzt werden.
In Deutschland bestand vor 1919 keine allgemeine Schulpflicht, sondern mancherorts lediglich Unterrichtspflicht. Bei der Schulpflicht ist die Vermittlung von Wissen an den Besuch einer staatlichen oder staatlich anerkannten privaten Schule gebunden. Sie wird unterschieden von der Bildungspflicht.

## Geschichte
Das Herzogtum Pfalz-Zweibrücken führte unter dem zum Calvinismus konvertierten Johann I. 1592 als erstes Territorium der Welt die allgemeine Schulpflicht für Mädchen und Knaben ein. Hessen folgte 1634. In Norwegen entstand das Volksschulwesen durch eine Verordnung vom 23. Januar 1739, die jedoch zwei Jahre später modifiziert werden musste.
Anfang des 20. Jahrhunderts galten Gesetze zur Schulpflicht für Deutschland, Österreich-Ungarn, und Frankreich (seit 1882).
Im Vereinigten Königreich war die Regelung der Schulpflicht den einzelnen Gemeinden, in den USA den einzelnen Staaten vorbehalten.

## Nach Ländern

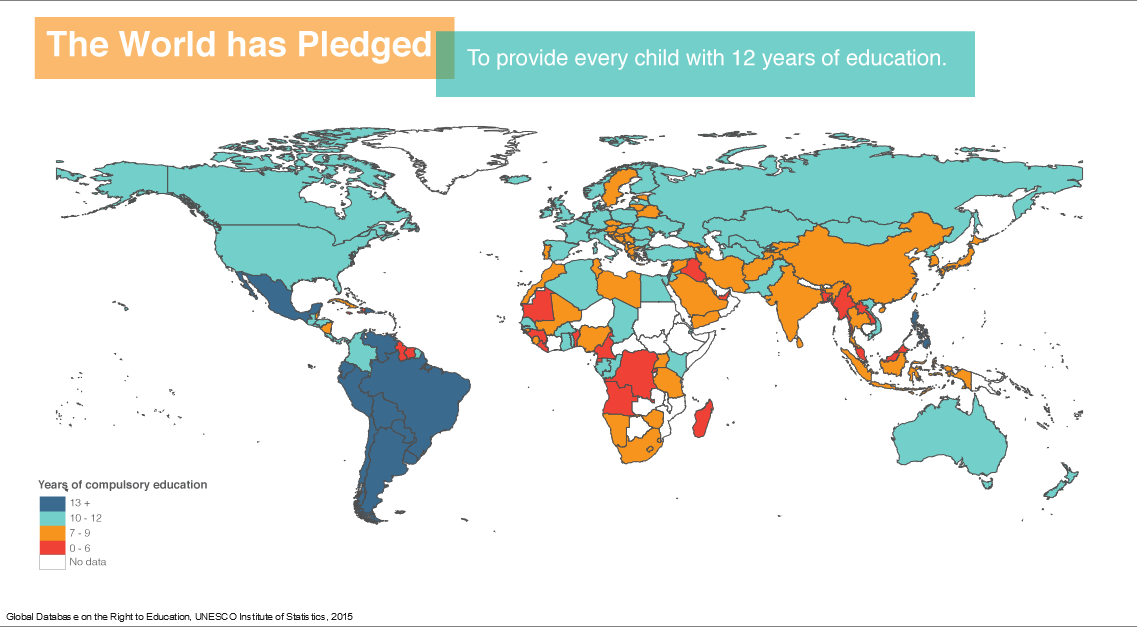
Länge der Schul- bzw. Bildungspflicht
13+ Jahre
10–12 Jahre
7–9 Jahre
0–6 Jahre

### Schulpflicht in Deutschland
Nach Anfängen im 16. Jahrhundert (Herzogtum Pfalz-Zweibrücken 1592, Straßburg 1598) wurde die Allgemeine Schulpflicht im 17. Jahrhundert in der Landgrafschaft Hessen-Darmstadt 1634 (1733 von 7 auf 8 Jahre verlängert), in Sachsen-Gotha (1642), Braunschweig-Wolfenbüttel (1647) und Württemberg (1649) eingeführt. Im 18. Jahrhundert folgte Preußen (1717), wo es bis 1918 zwar eine Unterrichts-, aber keine Schulpflicht gab. Zuletzt führte Sachsen 1835 die allgemeine Schulpflicht ein, 1919 wurde sie in der Weimarer Verfassung einheitlich für ganz Deutschland festgeschrieben.
In den Jahren des Nationalsozialismus wurde 1938 ein Reichsschulpflichtgesetz erlassen, das auch die Unterstützung der Polizei bei der Durchsetzung der Schulpflicht an Volks- oder Berufsschule vorsah.
Im deutschen Bildungssystem ist die Schulpflicht – aufgrund der Kulturhoheit der Länder – in den einzelnen Landesverfassungen geregelt. Einfache Gesetze, die sogenannten Schulgesetze, regeln die Durchführung. Dabei wird oft noch die Polizei eingesetzt.
Die Vollzeitschulpflicht dauert in der Regel bis zum Abschluss des 9. Schulbesuchsjahres, in einigen Bundesländern bis zum Abschluss des 10. Schulbesuchsjahres, in Rheinland-Pfalz zwölf Jahre. Der Begriff Schulbesuchsjahr ist nicht mit der Jahrgangsstufe zu verwechseln. Übersprungene Klassen werden hingegen anerkannt, so dass die Vollzeitschulpflicht dennoch nach Klasse 9 bzw. 10 enden kann. Die Berufsschulpflicht beginnt nach Ablauf der Vollzeitschulpflicht.
Die Schulpflicht erstreckt sich im Wesentlichen auf drei Bereiche: Teilnahme, Anmeldung und Schulwahl.

### Schulpflicht in Österreich
In Österreich ist im Schulpflichtgesetz 1985 die Schulpflicht festgelegt. Diese beginnt mit dem auf der Vollendung des sechsten Lebensjahres folgenden 1. September, dauert neun Schuljahre und gilt für alle Kinder, die sich in Österreich dauernd aufhalten.
Die Schulpflicht wird durch den Besuch einer öffentlichen oder mit Öffentlichkeitsrecht ausgestatteten Schule erfüllt (die öffentlichen Schultypen, die diese neun Pflichtschuljahre abdecken, werden Pflichtschulen genannt). Außerdem kann die Schulpflicht durch die Teilnahme an einem gleichwertigen Unterricht (in Privatschulen ohne Öffentlichkeitsrecht, im häuslichen Unterricht oder in einer im Ausland gelegenen Schule) erfüllt werden. In Österreich kann ein Kind die Schulpflicht durch die Teilnahme am häuslichen Unterricht erfüllen, falls dieser jenem an einer zur Erfüllung der Schulpflicht geeigneten Schule (Pflichtschule) gleichwertig ist. Voraussetzung ist, wie bei Privatschulen ohne Öffentlichkeitsrecht, die Ablegung einer Externistenprüfung am Ende jedes Unterrichtsjahres vor einer Kommission, die an einer  öffentlichen oder mit Öffentlichkeitsrecht ausgestatteten Schule von den Schulbehörden eingerichtet ist. Aus diesem Grund wird die Schulpflicht in Österreich – wie in anderen Ländern, die solche Möglichkeiten zulassen – mitunter auch als Bildungs- oder Unterrichtspflicht bezeichnet. Besteht ein Schulkind die Externistenprüfung nicht, ist von der Schulbehörde der Unterricht an einer öffentlichen oder mit Öffentlichkeitsrecht ausgestatteten Schule anzuordnen.
Eine sechsjährige Schulpflicht wurde von Maria Theresia am 6. Dezember 1774 für Österreich und die unter habsburgischer Herrschaft stehenden Länder mit der Unterzeichnung der „Allgemeine Schulordnung für die deutschen Normal-, Haupt- und Trivialschulen in sämtlichen Kayserlichen Königlichen Erbländern“ eingeführt, um Kinder „beyderley Geschlechts als wichtigste Grundlage für die wahre Glückseligkeit der Nationen“ auszubilden. Mit Inkrafttreten des Reichsvolksschulgesetzes am 14. Mai 1869 wurde die Schulpflicht von sechs auf acht Jahre ausgeweitet.
Zwar wurde 1867 in Artikel 17 des Staatsgrundgesetzes über die allgemeinen Rechte der Staatsbürger der häusliche Unterricht keinen Beschränkungen in Richtung eines Befähigungsnachweises von Hauslehrern unterworfen, doch beschränkt das die Schulpflicht nicht und garantiert nicht die Möglichkeit, die Schulpflicht durch den häuslichen Unterricht zu erfüllen.
Außerdem wurde neben der bisherigen Schulpflicht durch Artikel 14 Absatz 7a Bundes-Verfassungsgesetz 2005 noch eine zweite Form der Schulpflicht eingegeführt, die im Rahmen der dualen Ausbildung Lehre/Berufsschule, den begleitenden Schulbesuch verpflichtend macht. Diese Schulen heißen berufsbildende Pflichtschule, und die Schulpflicht erstreckt sich auf die – je nach Beruf – blockweise Absolvierung des Bildungsgangs bis zur Lehrabschlussprüfung.
Seit Jahresmitte 2016 schließt an die Schulpflicht eine Ausbildungspflicht an. Jugendliche, die die allgemeine Schulpflicht erfüllt haben, müssen bis zur Vollendung des 18. Lebensjahres einer Bildungs- oder Ausbildungsmaßnahme oder einer auf diese vorbereitenden Maßnahme nachgehen. Hiermit soll garantiert werden, dass keine Jugendlichen mehr mit 15 Jahren aus dem Bildungssystem fallen und unqualifizierter Arbeit nachgehen oder arbeitslos werden. Die Ausbildungspflicht kann frühzeitig enden, wenn der/die Jugendliche im Anschluss an die Schulpflicht mindestens eine zweijährige BMS, eine Lehrausbildung, eine gesundheitsberufliche Ausbildung von mindestens 2500 Stunden oder eine Teilqualifizierung abschließt. Die Ausbildungspflicht ruht während des Wehr-, Zivil- oder Ersatzdienstes (auch für Frauen) sowie bei Beziehern von Kinderbetreuungsgeld.

### Bildungspflicht in der Schweiz
Unter dem Einfluss der Reformation (Johannes Calvin) war Genf 1536 das weltweit vermutlich erste Territorium, das ein Schulobligatorium einführte.
In der Schweiz gibt es eine elfjährige Bildungspflicht. Sie besteht aus der Primarstufe bis zur sechsten Klasse – inklusive eines in der Regel zweijährigen Besuchs eines Kindergartens oder der ersten beiden Jahre einer Eingangsstufe – und der drei- oder vierjährigen (im Tessin) Sekundarstufe. Für die meisten Kinder beginnt die Bildungspflicht im Alter von vier Jahren. Außer in zwei Kantonen  besteht eine Bildungs- oder Unterrichtspflicht, die statt durch Schulbesuch durch Hausunterricht oder Unschooling (selbständiges Lernen) erfüllt werden kann. Diese betrifft nach Auslegung auch Personen ohne geregelten Aufenthaltsstatus (Sans-Papiers).
Zur Zeit des Saisonnierstatuts (1934–2002) hielten sich zahlreiche ausländische Kinder illegal bei ihren Eltern in der Schweiz auf und konnten lange Zeit nicht die Schule besuchen.

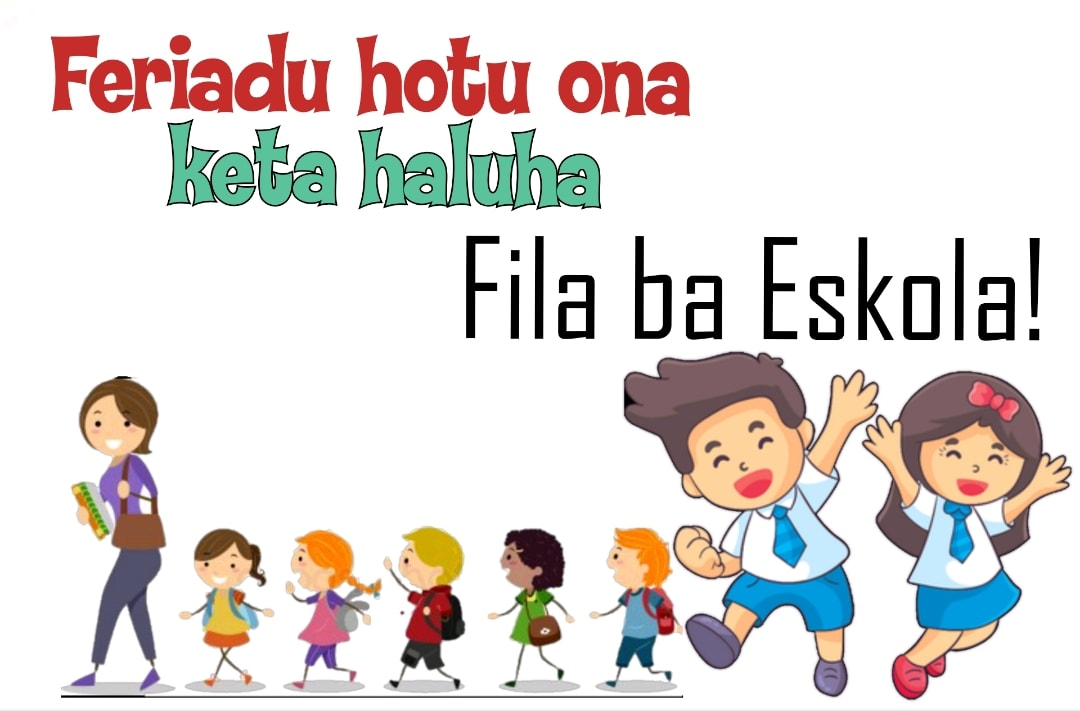
Plakat des Bildungsministeriums Osttimors: „Ferien sind zu Ende – Nicht vergessen – Kinder in die Schule“

### Schul- und Bildungspflicht in anderen Ländern
- In Dänemark gibt es eine Bildungs- und Unterrichtspflicht. Diese kann sowohl durch Schulbesuch, als auch durch Hausunterricht oder selbständiges Lernen erfüllt werden.
- In Frankreich wurden 1833 mit dem Gesetz des Unterrichtsministers Guizot die Gemeinden verpflichtet, eine Grundschule für Jungen zu schaffen. Am 29. März 1882 wurde mit dem Loi Ferry (benannt nach Unterrichtsminister Jules Ferry) eine kostenfreie Unterrichtspflicht (obligation scolaire) für Kinder zwischen 6 und 13 Jahren eingeführt.[20]  Am 13. August 1936 wurde in Frankreich per Gesetz diese Pflicht um ein Jahr verlängert. Mittels Erlass vom 6. Januar 1959 wurde sie von Charles de Gaulle um weitere zwei Jahre verlängert. Der Erlass drohte die Kürzung von Familienbeihilfen an, falls diese Pflicht ignoriert werde. Die Verlängerung wurde inspiriert vom Plan Langevin-Wallon (Juni 1947) und vom Kongress der Gewerkschaft FEN im Jahr 1958. Seit 2019 ist die école maternelle für Kinder ab drei Jahren Pflicht.[21]
Siehe auch: Bildungssystem in Frankreich
- Auf Island ist der Besuch der grunnskóli („Grundschule“) zwischen dem 6. und 16. Lebensjahr verpflichtend; die grunnskóli umfasst zehn Klassenstufen, die zudem weiter in die Klassenstufen 1–4, 5–7 und 8–10 unterteilt werden.
- In Schweden besteht regelmäßig Schulpflicht. Ausnahmen sind laut Gesetz möglich, werden aber nur sehr restriktiv erteilt.
- In der Türkei wurde im Jahre 2012 die Schulpflicht bis zum Abschluss der 12. Jahrgangsstufe eingeführt (davor 8.).
- In Russland besteht keine Schulpflicht, es gibt lediglich eine Bildungspflicht.[22]
- In Großbritannien[23], Australien, USA, Kanada, Spanien und in den Benelux-Ländern gibt es eine Bildungs- oder Unterrichtspflicht. Diese kann sowohl durch Schulbesuch als auch durch alternative Bildungsarten abgeleistet werden.

Daten zur Bildungspflicht in allen Ländern sammelt und veröffentlicht die UNESCO im Rahmen ihres Programms Education For All.

## Kritik
In diesem Abschnitt wird generelle Kritik am gesamten Konzept der Schulpflicht dargestellt. Für Kritik an der deutschen gesetzlichen Regelung der Schulpflicht, siehe Schulpflicht (Deutschland)#Kritik.

### Weltanschauliche Kritik
Die Schulpflicht wurde im Laufe ihrer Geschichte immer wieder kritisiert. Von konservativ-religiöser Seite werden der soziale Umgang und einzelne Unterrichtsinhalte (wie z. B. der Schwimmunterricht, der Religionsunterricht, der Sportunterricht, die Sexualkunde oder die in von Kreationisten geleugnete Evolutionstheorie) abgelehnt.
Von Libertären und Anarchisten wird die Schulpflicht als unzulässiger Eingriff in die Rechte und Freiheiten von Eltern und Kindern abgelehnt und als Instrument der Herrschenden zur Indoktrination von Menschen kritisiert.
Gegner der Schulpflicht berufen sich insbesondere auf den Artikel 26 (3) der Allgemeinen Erklärung der Menschenrechte, in dem festgeschrieben ist: „Die Eltern haben ein vorrangiges Recht, die Art der Bildung zu wählen, die ihren Kindern zuteil werden soll.“ sowie auf die Versammlungsfreiheit.

### Wissenschaftliche Kritik
Einige Bildungsforscher sehen die Schulpflicht als kontraproduktiv und kritisieren diese als Ursache für schlechte Leistungen und die Ablehnung von bestimmten Bildungsinhalten.
Der Soziologe Ulrich Oevermann etwa spricht sich für die Abschaffung der Pflichtschule aus, weil sie systematisch verhindere, was sie verspreche. Er kritisiert die „Trichterpädagogik“ und konzipiert eine sokratische mäeutische Pädagogik des Verstehens.
Der deutsche Hirnforscher Gerald Hüther kritisiert an der Schulpflicht, dass sie Kinder als selbstbestimmte Subjekte zu entmündigten Objekten einer Beschulung degradiere. Seiner Meinung nach müsste die Schule ein Ort sein, der möglichst viele Kinder dazu einlädt und motiviert, dort freiwillig begeistert hingehen. Es sei ein Armutszeugnis für das gegenwärtige Schulsystem in Deutschland und „[…] das Furchtbarste, das einem überhaupt passieren kann […]“, wenn man junge Menschen fragt, warum sie in die Schule gehen und ihre einzige Antwort auf diese Frage heißt „Weil ich muss“.
Der US-amerikanische Entwicklungspsychologe Peter Gray bezeichnet die Schule mit ihrem Zwang zur unfreiwilligen Anwesenheit sinngemäß als Gefängnis.
Weiter wird argumentiert, eine Abschaffung der Schulpflicht würde die Monopolstellung der Schule bei der Bildung davontragen und so indirekt dafür sorgen, dass die Schulen langfristig dazu gezwungen sind, ihre Qualität kontinuierlich zu verbessern, um weiterhin als Form der Bildung attraktiv zu bleiben.
Es wird kritisiert, dass mit der Schulpflicht Kindern kurzerhand Bildungsunwilligkeit und Eltern flächendeckend Erziehungsunfähigkeit unterstellt würde.

## Alternativen
Schulen in privater oder kirchlicher Trägerschaft bieten eine Alternative zur öffentlichen Schule. Einige der privaten Schulen (Schulen in freier Trägerschaft) setzen bewusst auf die Anwendung alternativer Unterrichtsprinzipien, wie die Waldorf- oder Montessoripädagogik. Die meisten Schulen in freier Trägerschaft erheben ein von den Eltern zu zahlendes Schulgeld. Damit wird schulspezifisch jener Anteil des Bildungsangebotes getragen, den der Staat nicht finanziert.
In den meisten Ländern außerhalb Deutschlands besteht eine Bildungspflicht, die neben einem regelmäßigen Schulbesuch auch mit alternativen Bildungsformen wie z. B. Hausunterricht (Homeschooling) oder eigenständigem Unterricht (Unschooling) erfüllt werden kann und eine Alternative zur Schulpflicht darstellt (siehe auch: Hausunterricht#Ländervergleiche).
International bekanntere Schulen, die eine Anwesenheitspflicht im Unterricht ablehnen, sind
- Summerhill in England, gegründet von dem Reformpädagogen A. S. Neill
- Demokratische Schulen, insbesondere Sudbury-Schulen

Eine der gegen die Schulpflicht und vergleichbare Ansätze gerichtete schulkritische Bewegung ist das Deschooling.